# 瑞华银行
瑞华银行股份有限公司，是1946年至1949年在河北省邯郸设立的股份制商业银行。

## 历史
1946年3月下旬，根据晋冀鲁豫中央局的指示，冀南银行区行经理会议向正在邯郸召开的第一届第二次边区参议会提出了建立瑞华银行的议案。1946年4月初，邯郸工商界人士胡竹轩（冀南银行行长)、李吉瑞、黄一实等60余人联合发起并成立了瑞华银行筹备处。4月23日，由冀南银行行长牵头，边区参议员、邯郸商会会长等人参加，召集瑞华银行创办发起人会议。会上决定在邯郸设立总行筹备会。5月17日在邯郸市和平大马路西头路北的总行筹备处召开了首届股东大会，制定了《瑞华银行章程》，确定资本总额为5亿元，选出了董事会和监事会，董事长胡竹轩。6月11日，瑞华银行举行开业典礼。在南宫、邢台、菏泽、济宁、临清、晋城、长治等地设有分行。邢台分行行长武博山。 
1947年初，累计吸收各种存款243亿元。1947年5月4日，在武安县阳邑举行第二次股东大会，由董监事会向全体股东报告开业以来瑞华银行经营状况，讨论决定分红问题及今后的营业方针和任务。1948年3月，瑞华银行迁驻石家庄。1949年3月结束经营，其资产负债和人员全部纳入了中国人民银行。